# Andrés Bello (Mérida)
Andrés Bello is een gemeente in de Venezolaanse staat Mérida. De gemeente telt 16.000 inwoners. De hoofdplaats is La Azulita.